# Henry Way Kendall
Henry Way Kendall (Boston, EUA, 9 de desembre de 1926 - Wakulla Springs, 15 de febrer de 1999) fou un físic estatunidenc guardonat amb el Premi Nobel de Física l'any 1990.

## Biografia
Va néixer el 9 de desembre de 1926 a la ciutat de Boston, situada a l'estat nord-americà de Massachusetts. Va estudiar física a l'Institut Tecnològic de Massachusetts (MIT), on es va doctorar el 1955. L'any següent es traslladà a la Universitat Stanford per retornar al MIT l'any 1961.
En paral·lel a la seva carrera com a físic, Kendall va continuar sent un home actiu a l'aire lliure: practicant activament el muntanyisme, la fotografia de muntanya, el busseig i la fotografia submarina. Va fer viatges d'escalada als Andes, a l'Himàlaia i a l'Àrtida. La seva mort prematura el 15 de febrer de 1999 va arribar mentre feia submarinisme en una cova, per a la National Geographic Society al Wakulla Springs State Park, situat a l'estat de Florida.

## Recerca científica
A Stanford va associar-se amb Jerome Isaac Friedman i Richard Edward Taylor en la recerca experimental de l'estructura interna de la matèria, partint del model del quark. Aquest esdevenia una partícula realment elemental, l'estat del qual determinaria els grups o famílies de les partícules subatòmiques.
L'any 1990 els tres científics foren guardonats amb el Premi Nobel de Física per les seves investigacions sobre els neutrons i protons, de vital importància en el desenvolupament del model quàntic.
Durant la dècada del 1980 Kendall fundà la Union of Concerned Scientists (Unió de Científics Preocupats) que, entre altres pronunciaments, denuncià el desenvolupament del sistema de defensa, conegut com a Guerra de les galàxies, patrocinat pel president nord-americà Ronald Reagan. També fou l'autor del document Advertència dels científics del món a la humanitat.